# Накі
Накі (груз. ნაკი) — село в Грузії.
За даними перепису населення 2014 року в селі проживає 12 осіб.